# 杰氏杜父魚
杰氏杜父魚，為輻鰭魚綱鮋形目杜父魚亞目杜父魚科的其中一種。分布於美國賓州、維吉尼亞州、西維吉尼亞州、馬里蘭州的玻多瑪克河及詹姆士河流域。棲息在多岩有植物的小溪或湖泊，體長可達14公分。